# 韦尔纳·耶尔维宁
韦尔纳·耶尔维宁（芬蘭語：Verner Järvinen，1870年4月3日—1941年1月31日），芬兰前男子田径运动员。他曾代表芬兰参加1908年和1912年夏季奥林匹克运动会田径比赛，获得一枚铜牌。